# نيرون (آن)
نيرون (بالفرنسية: Neyron)‏ هي بلدية فرنسية تقع في إقليم الآن في فرنسا. رمز إنسي لها هو:1275. أما الرمز البريدي لها فهو: 1700.